# 巴德丽·拉蒂夫
巴德丽·拉蒂夫（波斯語：‎，1977年11月2日—），德国前女子曲棍球运动员。她曾代表德国国家队参加2004年夏季奥林匹克运动会曲棍球比赛，获得一枚金牌。